# Thuyền tam bản

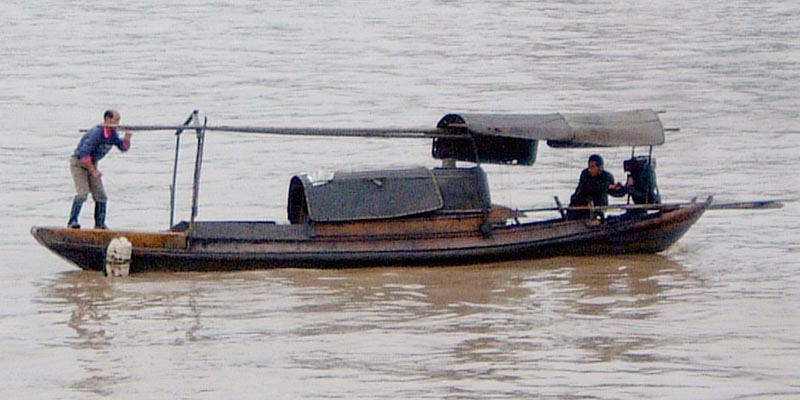
Thuyền tam bản trên sông Trường Giang, Trung Quốc

Thuyền tam bản (tiếng Trung: 舢舨; bính âm: shānbǎn; Bạch thoại tự: sam-pán) hay còn gọi là xuồng ba lá, là một loại thuyền gỗ có xuất xứ từ Trung Quốc, có đáy tương đối bằng phẳng và dài từ 3,5 đến 4,5 m. Đôi khi trên thuyền tam bản có dựng những lán nhỏ làm nơi trú tạm trên sông nước. Thuyền tam bản từ lâu đã được sử dụng rộng rãi làm phương tiện vận chuyển ở các vùng ven biển và sông nước hay để đánh bắt cá. Thuyền tam bản ít khi đi xa ra biển vì chúng gần như không thể chống chọi được với điều kiện khắc nghiệt.
Thuyền tam bản ngày nay vẫn còn được sử dụng tại những nơi hẻo lánh của Đông Nam Á, các quốc gia như Malaysia, Indonesia, Bangladesh, Myanmar và Việt Nam.

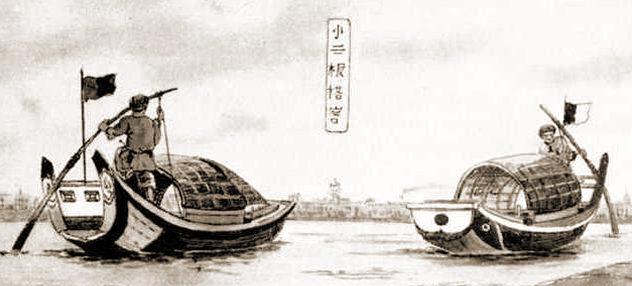
Thuyền tam bản hongtou (đầu đỏ) truyền thống ở Thượng Hải, Trung Quốc
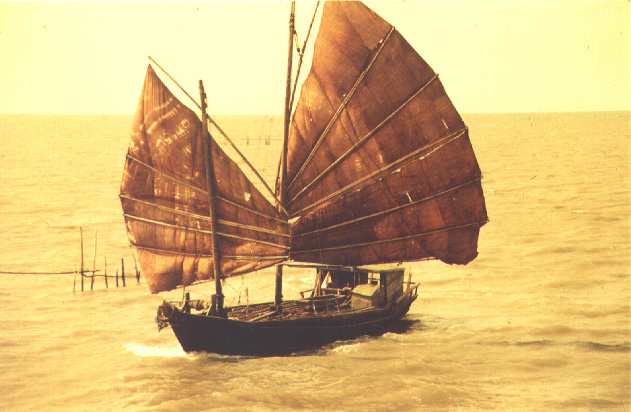
Một chiếc thuyền tam bản về bờ sau khi đánh bắt cá, bờ biển phía bắc Java
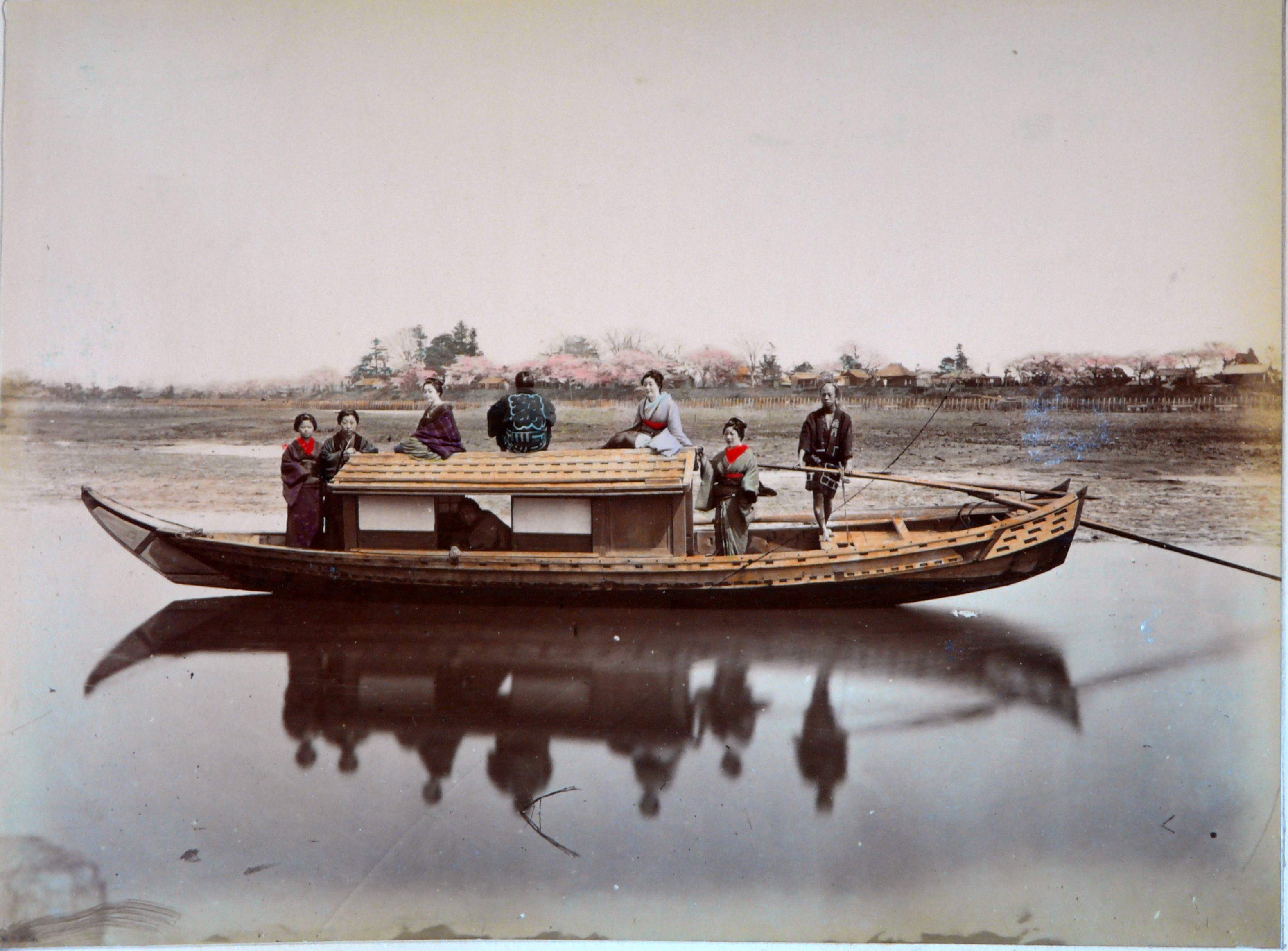
Một chiếc thuyền Nhật Bản giống thuyền tam bản, trước năm 1886
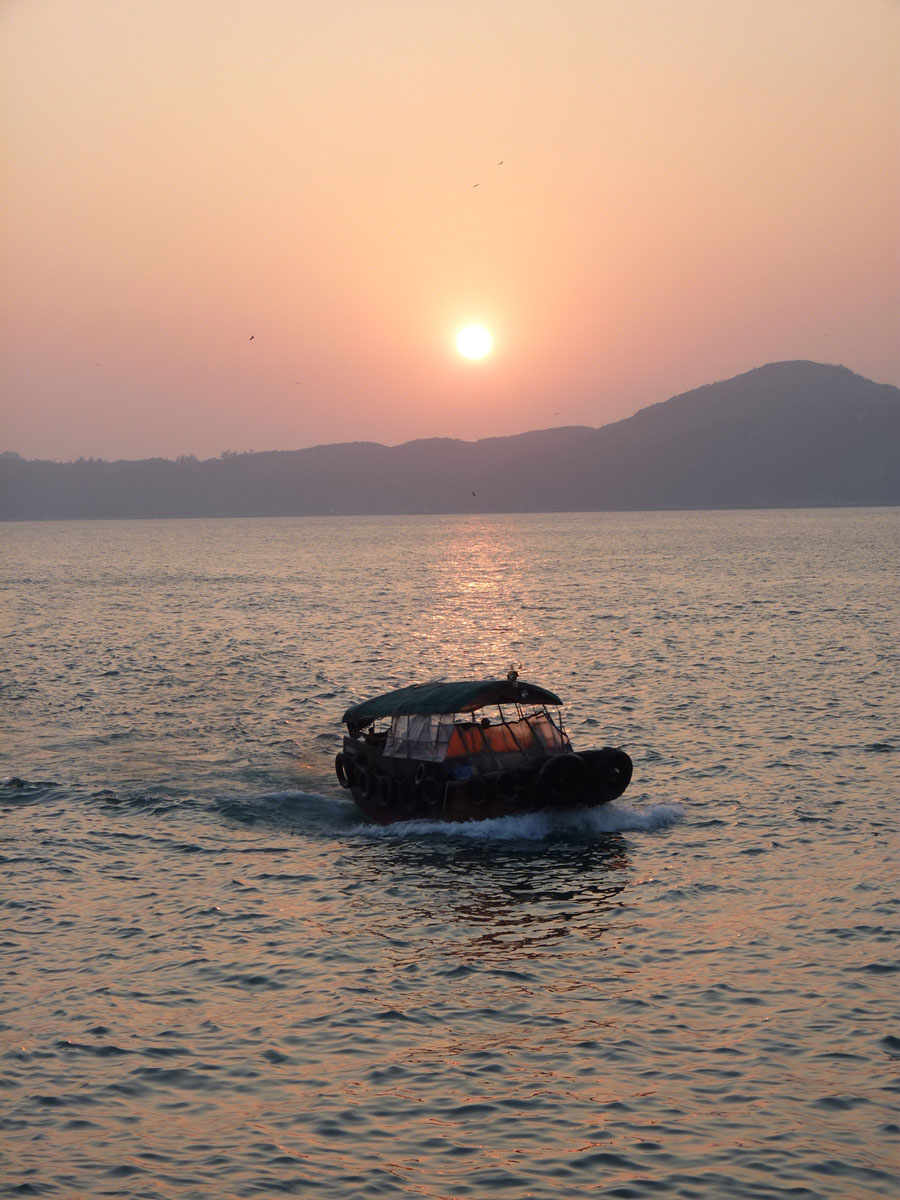
Thuyền tam bản nhỏ vẫn được dùng để chuyên chở hàng khách giữa các đảo ở Hồng Kông